# Hornberg
Hornberg är en stad i Ortenaukreis i regionen Südlicher Oberrhein i Regierungsbezirk Freiburg i förbundslandet Baden-Württemberg i Tyskland.  Folkmängden uppgår till cirka 
4 300 invånare, på en yta av 54 kvadratkilometer.